# Khor de Kalba
El khor de Kalba es troba al sud de la ciutat de Khor Kalba, avui dia un suburbi de la ciutat de Kalba, als Emirats Àrabs Units, i es caracteritza per ser el principal lloc de manglars d'Aràbia. També inclou un centre per la recuperació d'animals ferits o malalts. Un khor és un entrant d'aigua cap a terra, molt freqüent als Emirats.
Al sud de Khor Kalba es troben els manglars, que s'inicien al Wadi Rum; l'extrem sud dels manglars (uns 500 metres) ja és en territori d'Oman i hi ha el lloc fronterer omanita de Khatmat Malahah. A l'oest del Khor es troba la vila de Ghayl, a l'oest de la qual és territori de Fujairah.
Tota la zona ha estat declarada Zona de protecció de la natura per la seva riquesa ecològica però la decisió de fer un parc nacional manifestada el 1996 pel xeic Sultan bin Mohammed al Qasimi mai s'ha portat a efecte, i la zona ha patit serioses destruccions per la manca de sensibilitat de la població que caça els ocells o destrueix els seus nius, i que pesca sense consideració al tipus d'espècie.
Els manglars antigament existien en diverses parts de la costa d'Aràbia i formaven fins i tot boscos de l'espècie (Avicennia marina) avui desapareguts; les seves restes es troben al Khor de Kalba. El khor té uns 7 km de llarg i està format per manglars als dos costar d'una corrent central.
L'espècie més important és el Halcyon chloris kalbaensis dels que existeixen unes 55 parelles, i que només existeix en aquesta zona; una altra espècie molt especifica és l'Hippolais calligata però aquest ocell es pot trobar també en alguns punts de la costa de la Bathinah a Oman. Les plantes més específiques són la Caralluma (que podria haver desaparegut, ja que no s'ha constatar cap exemplar des dels anys 70 quan fou fotografiada pel departament de botànica de la universitat dels Emirats) i la Limeum obovatum (constada per darrera vegada el 1984). La primera no existeix en altre lloc i la segona es pot trobar només molt rarament en altres llocs de l'emirat.